# Franz Volkmar Fritzsche

Franz Volmar Fritzsche

Franz Volkmar Fritzsche (* 26. Januar 1806 in Steinbach bei Borna; † 17. März 1887 in Rostock) war ein deutscher Klassischer Philologe. 

## Leben
Er war ein Sohn des Theologen Christian Friedrich Fritzsche (1776–1850). Seine Brüder Otto Fridolin und Karl Friedrich August Fritzsche waren wie sein Vater Theologen. 
Aufgewachsen in Dobrilugk besuchte er das Gymnasium in Luckau. Ab 1824 war er Collaborator an der Thomasschule und zugleich Privatdozent an der Universität Leipzig, promovierte und habilitierte sich 1825. Im Jahre 1828 wurde Franz Volkmar Fritzsche als Professor der Poesie und Beredsamkeit an die Universität Rostock berufen und gründete dort ein Seminar für klassische Philologie, das er bis 1882 leitete. Fritz Reuter erwähnt ihn im einleitenden Kapitel zu „Olle Kamellen VII: De meckelnbörgschen Montecchi un Capuletti oder De Reis' nah Konstantinopel“ (1868).
Die Söhne Theodor Fritzsche (1838–1903), Hugo (Conrad) Fritzsche (1841–1916) und Ernst Fritzsche (1850–1919) wurden ebenfalls Philologen.